# أوبوس إنسيرتوم

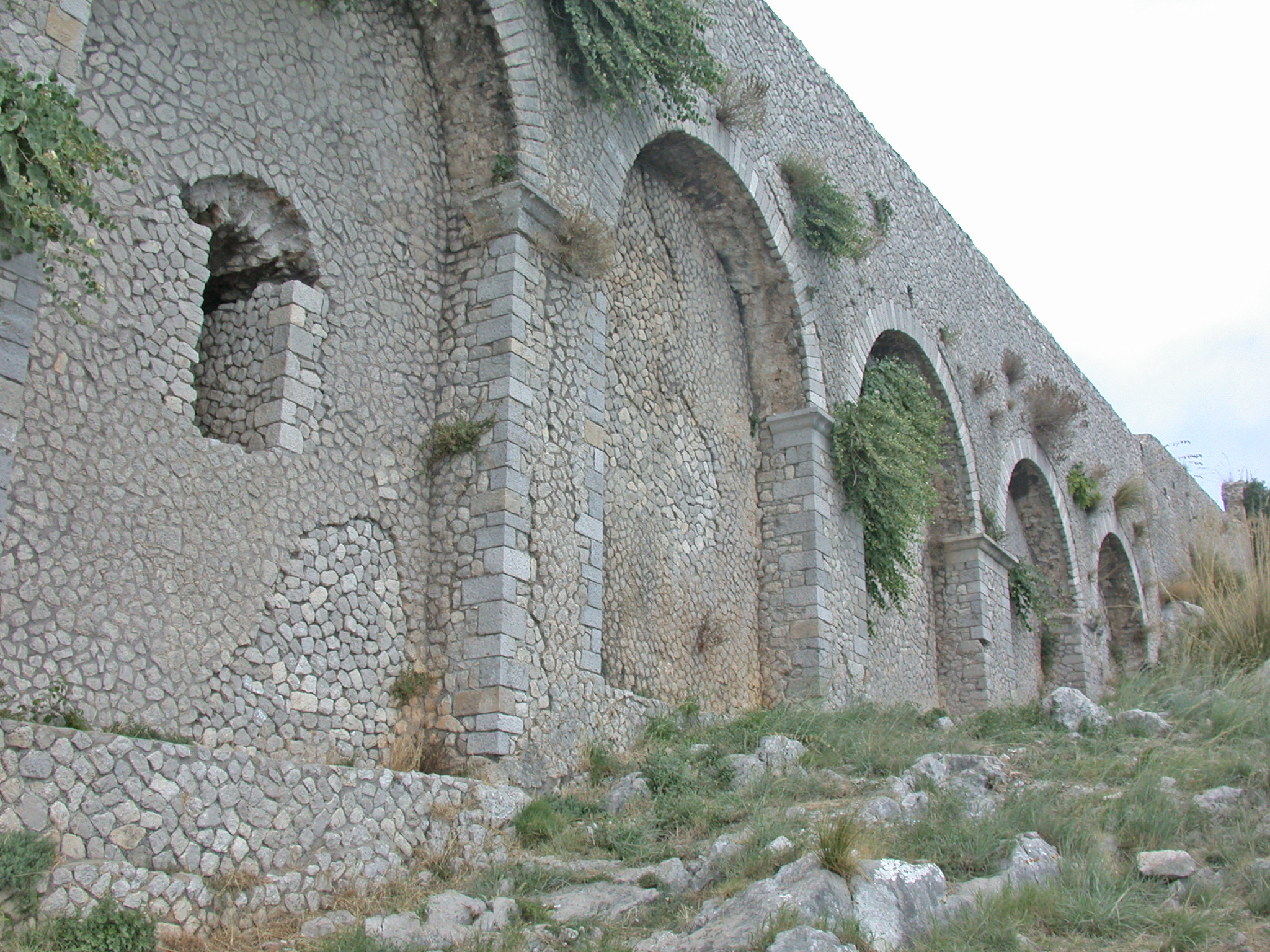
طبقات أوبوس إنسيرتوم بواجهة معبد لوفيس إنكسر، تيراتشينا.

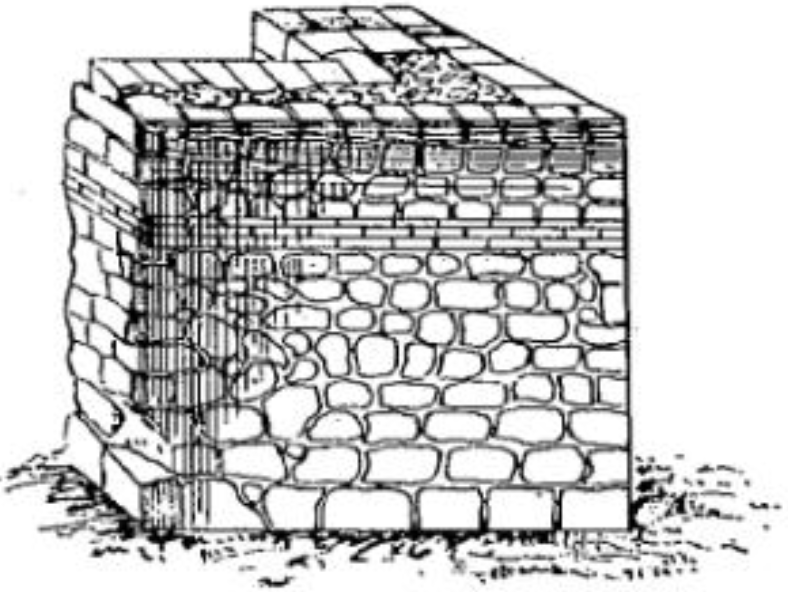
جدار بنظام أوبوس إنسيرتوم حيث الخرسانة الرومانية بالمنتصف.

أوبوس إنسيرتوم (باللاتينية: Opus incertum، يعني حرفيًا "العمل غير المُنتظم") هو شكل روماني قديم للبناء، وأحد أشكال تقنية جدران الإمبلكتون. كان يُستخدم فيه حجر الطفة بحجم قبضة اليد بشكل غير مُنتظم، وهو مبني على واجهة خشنة من الخرسانة الرومانيّة والتي كان يُطلق عليها اسم أوبوس كامينتيكيوم، وذلك ليعطي انطباعًا بأن الجدار مبني من الطوب بدلاً من كونه مُجرَّد جدار مُصفَّح.
كان أوبوس إنسيرتوم يتألف بدايةً من شظايا الصخور والأحجار الصغيرة المختلطة بالخرسانة، مما كان يجعل السطح الخارجي أملس قدر الإمكان. إلاّ أن السطح الخارجي أصبح لاحقًا أكثر بساطة من خلال تقليل كمية الخرسانة واختيار المزيد من الأحجار الصغيرة العاديّة. كما أنه أصبح يُعرَّف على أنه كوازاي راتيكولاتوم عندما تم البدء بتقليل كمية الخرسانة بين الحجارة.
لقد تم البدء باستخدام هذه التقنية في بداية القرن الثاني قبل الميلاد، واستمر العمل بها حتى منتصف القرن الأول قبل الميلاد، حيث حل محلها في وقت لاحق النظام الشبكي المُسَمّى أوبوس راتيكولاتوم.

## وصلات خارجية
- استخدام الخرسانة الرومانية - أوبوس كامينتيكيوم (بالإنجليزية)
- معجم أوكسفورد للعمارة - النسخة الثالثة: أوبوس (بالإنجليزية)